# Diplotoxa
Diplotoxa är ett släkte av tvåvingar. Diplotoxa ingår i familjen fritflugor.

## Dottertaxa tillDiplotoxa, i alfabetisk ordning[1][2]
- Diplotoxa alternata
- Diplotoxa anorbitalis
- Diplotoxa basinigra
- Diplotoxa collessi
- Diplotoxa dalmatina
- Diplotoxa diplotoxoides
- Diplotoxa gemina
- Diplotoxa glabricollis
- Diplotoxa harrisoni
- Diplotoxa inclinata
- Diplotoxa knighti
- Diplotoxa liepae
- Diplotoxa lineata
- Diplotoxa loma
- Diplotoxa messoria
- Diplotoxa moorei
- Diplotoxa neozelandica
- Diplotoxa nigripes
- Diplotoxa octava
- Diplotoxa orbitalis
- Diplotoxa polita
- Diplotoxa quarta
- Diplotoxa quinta
- Diplotoxa recta
- Diplotoxa recurva
- Diplotoxa rhyncosporae
- Diplotoxa rufomarginata
- Diplotoxa septima
- Diplotoxa sexta
- Diplotoxa similis
- Diplotoxa stepheni
- Diplotoxa tasmaniensis
- Diplotoxa tertia
- Diplotoxa unicolor
- Diplotoxa versicolor
- Diplotoxa victoriensis
- Diplotoxa xantha